# محمد حسين البتالوي
محمد حسين البَتَالَوي (1256-1338)
أبو سعيد محمد حسين بن عبد الرحيم (أو: رحيم بخش) بن ذوق محمد البَتَالَوي اللاهوري الهندي
محدّث مشهور
كان أحد أسلافه من طائفة كايسة الهندوكية، فأسلم.

## مولده وطلبه للعلم
كان مولده في السابع عشر من محرم سنة ست وخمسين ومائتين وألف، اشتغل بالعلم أياماً في بلاده، ثم سافر إلى دهلي، وعليكره، ولكهنو، وغيرها من البلاد، وقرأ على المفتي صدر الدين الدهلوي، والعلامة نور الحسن الكاندهلوي، وعلى غيرهما من العلماء، ثم لازم السيد نذير حسين المحدث، وقرأ عليه الموطأ والمشكاة والصحاح الستة، وصحبه مدة،
ثم رجع إلى بلدته، واشتغل بالتصنيف والتدريس والتذكير، وشرع في إلقاء التفسير بكرة كل يوم في المسجد على طريقة شيخه نذير حسين، حتى اشتهر ذكره وظهر فضله، فأنشأ مجلة شهرية سماها إشاعة السنة، وكان يبحث فيها عن مذاهب المبتدعة، ويرد على السيد أحمد بن المتقي الدهلوي، وكذلك يرد على مرزا غلام أحمد القادياني.. الخ»، وذكر أنه كان شديد النكير على المقلدة، ثم خفّ ذلك آخر حياته.

## ثناء العلماء عليه
ذكره العلامة المحدّث شمس الحق العظيم آبادي في مقدمة غاية المقصود (1/59) ضمن أجلة تلاميذ نذير حسين، وقال: «الفاضل الشهير في المشرقين، المولوي أبو سعيد محمد حسين اللاهوري».
ووصفه العلامة عبد الحي الحسني في نزهة الخواطر (8/450) بالشيخ الفاضل، وأنه أحد كبار العلماء.
وقال أيضا (451-452): «وأما ما كان عليه من المعتقد والعمل فهو على ما قال في بعض الرسائل: إن معتقده معتقد السلف الصالح مما ورد به الأخبار وجاء في صحاح الأخبار، ولا يخرج عما عليه أهل السنة والجماعة، ومذهبه في الفروع مذهب أهل الحديث المتمسكين بظواهر النصوص، وأما شغله في غالب الأوقات فهو عرض أقاويل العلماء على النصوص الصحيحة، فقبول ما يوافقها ورد ما يخالفها، وكتب هذه المباحث على هوامش متون الصحاح.

## مؤلفاته
كما علق أشياء على كتاب الصلاة والمغازي والتفسير من صحيح البخاري، والنصف الأول من المشكاة، وكثيراً ما أفرد المسائل في رسائل سماها باسم، أو تركها بلا عَلَم ورَسْم! فمن المسمَّيات بالأسماء:
البرهان الساطع
المشروع في ذكر الاقتداء بالمخالفين في الفروع
منح الباري في ترجيح صحيح البخاري
والبيان في رد البرهان (في مبحث الاجتهاد والتقليد)
هداية الرب لإباحة الضب
الاقتصاد في بيان الاعتقاد (في صفات الباري جلَّ مجدُه)
الاقتصاد في حكم الشهادة والميلاد
المفاتيح في بحث التراويح
كشف الأستار عن وجه الإظهار.
وأما ما لم يُسمّ باسم ولم يعلم بعلم فهو أكثر من أن يُذكر.
مات سنة 1388».
وقال شيخنا عبد الرحمن الفريوائي في كتابه جهود مخلصة (137-138): «من أجل تلامذة السيد نذير حسين، وأحد نوابغ عصره، قضى حياته في الدفاع عن الإسلام وإحياء السنة والسلفية، وهو أول من تنبه لفتنة القاديانية، وعكف على ردها وإبطالها، وكانت لمجلته: «إشاعة السنة» مواقف محمودة في إحياء حركة السنة والسلفية..» الخ.
وأحال في ترجمته -سوى نزهة الخواطر- على جريدة أهل الحديث في أمرتسر (18/41-42، 1921م)، وتذكرة علماء حال.
وقال محمد عطاء الله حنيف الفوجياني في مقدمة إتحاف النبيه (45) معدداً كبار تلاميذ نذير حسين: ومنهم الفاضل المحقق محمد حسين البتالوي اللاهوري (المتوفى سنة 1338)، صاحب التصانيف الممتعة الكثيرة بالأردية.
ونقل محمد أشرف سندهو في البشرى بسعادة الدارين عددة أماكن فيها تقديم السيد نذير حسين لتلميذه البتالوي، منها (ص60) أنه استقبله في محطة القطار أول مقدمه عليه، وحمل أمتعته وهو لا يعرفه، ومنها قول البتالوي (68): كان شيخنا ميان صاحب يشرفني بملاقاته وزيارته في أكثر الأوقات في الزمان الذي أقرأ عليه الحديث، فيقدم شيخنا في بيتي فيجلس تواضعا على الأرض بعيدا من الفراش، فأقول له: اجلس على الفراش، فقال لي: لا ينبغي للفقراء أن يجلسوا على مجالس الأغنياء. ا هـ.
ونقل (110) أن البتالوي كان له دور مهم في كشف افتراءات المتعصبة الذين سعوا بأهل الحديث عند المحتلين الإنجليز.
ومما يتصل بمناظرات المترجم ما قاله قال الشيخ ناصر السنة إحسان إلهي ظهير في مقال بمجلة حضارة الإسلام (عدد10 السنة 5) ضمن كلامه عن هجوم ملل الكفر وطعنها على الإسلام في الهند، من هنادك وبوذيين ونصارى وسيخ وقاديانية وبهائية:
«فرأت الدنيا؛ ورأى المخالفون والمعاندون؛ أن الخائض في معركة البحث والجدال والمناظرات والمناقشات: إما الشيخ محمد حسين البتالوي، وإما رجل إلهي (كما سماه الشيخ رشيد رضا في مجلته المنار) الشيخ ثناء الله الأمرتسري، ومرة الشيخ الكبير إبراهيم السيالكوتي، وهم ثلاثة من قواد حركة أهل الحديث في الهند، فهزموا جيوش الكفار، وكسروا قواتهم وطاقاتهم، فكان كل واحد منهم مستعداً في أي مكان وفي أي زمان أن يدافع عن الملة الحنيفية البيضاء، وهكذا حين جاء المناظر النصراني، أو القادياني، أو البوذي، وغيرهم، هاجماً على الإسلام ومنازلاً المسلمين: أسرع كل واحد منهم قائلاً:فدعوا نَزالِ فكنت أول نازل فعلام أركبه إذا لم أنزل وسرعان ما عاد المهاجمون خائبين خاسرين».
وذكر ثناء الله المدني وغيره أن المترجم من شدة ما ضيّق الخناق على مرزا غلام القادياني اضطره أن يصم المترجم بأنه الدجال الوارد في الأحاديث لينفر الناس منه!
هذا؛ وقد تخرج على المترجم عدد من كبار العلماء، من أشهرهم العلامة عبد الحق بن عبد الواحد الهاشمي

## وصلات خارجية
- الحديث الشريف
- موقع البواحث الحديثية
- الموسوعة الشاملة للبحث في الأحاديث
- الموسوعة الحديثية الإلكترونية
- للبحث عن حديث نسخة محفوظة 16 فبراير 2015 على موقع واي باك مشين.
- جامع الحديث النبوي